# 名古屋市立南陽小学校
名古屋市立南陽小学校（なごやしりつ なんようしょうがっこう）は、名古屋市港区東茶屋二丁目にある公立小学校。

## 歴史
1916年（大正5年）の南陽尋常高等小学校設立をもって学校の創立としている。南陽尋常高等小学校は、従来村内に所在した南陽尋常小学校・西福田尋常小学校・南陽高等小学校の3校を統合して作られた学校であった。同時に福田・七春・藤高・茶屋・西福田分校が設置されたという。
南陽尋常小学校は1907年（明治40年）2月28日に福屋尋常小学校・七春尋常小学校・茶屋尋常小学校を統合して成立した学校であり、福屋尋常小学校は学制成立時の第41番小学恰謹（こうきん）学校に、茶屋尋常小学校は同じく蘭風（らんぷう）学校に由来する。
1937年（昭和12年）には七春分校が本校へ統合され、藤高および茶屋分校は合併し茶屋分校となった。
校名は1941年（昭和16年）の国民学校令による南陽国民学校、1947年（昭和22年）の学校教育法による海部郡南陽村立南陽小学校、1949年（昭和24年）の町制施行による南陽町立南陽小学校、1955年（昭和30年）の名古屋市編入による名古屋市立南陽小学校とめまぐるしく変遷している。
1966年（昭和41年）1月24日、創立50周年記念式にあわせ沿革誌『南陽』を制作し、配布した。
1976年（昭和51年）4月1日、東福田分校を設置する。
1981年（昭和56年）には校地を東茶屋に移した。

### 児童数の変遷
『愛知県小中学校誌』（2018年）によると、児童数の変遷は以下の通りである。
| 1947年（昭和22年） | 1238人 |  |
| 1957年（昭和32年） | 1349人 |  |
| 1967年（昭和42年） | 996人  |  |
| 1977年（昭和52年） | 998人  |  |
| 1987年（昭和62年） | 1068人 |  |
| 1997年（平成9年）  | 678人  |  |
| 2007年（平成19年） | 453人  |  |
| 2017年（平成29年） | 406人  |  |

## 通学区域
所管する名古屋市教育委員会は、2018年（平成30年）9月1日現在、港区のうち、秋葉一丁目・秋葉二丁目・秋葉三丁目・大西一丁目・大西二丁目・大西三丁目・小川一丁目・小川二丁目・小川三丁目・小川四丁目・川園一丁目・川園二丁目・川園三丁目・七島一丁目・七島二丁目・西茶屋一丁目・西茶屋二丁目・西茶屋三丁目・西茶屋四丁目・東茶屋一丁目・東茶屋二丁目・東茶屋三丁目・東茶屋四丁目・藤高一丁目・藤高二丁目・藤高三丁目・藤高四丁目・藤高五丁目・藤前一丁目・藤前二丁目・藤前三丁目・藤前四丁目・藤前五丁目の全域を通学区域として指定している。
また、卒業後の進学先は名古屋市立南陽東中学校となっている。

## 交通アクセス
名古屋市営バス西茶屋荘停留所が最寄りバス停である。

### WEB
1. 1 2  名古屋市教育委員会事務局総務部企画経理課企画統計係 (2018年9月18日). “港区の小・中学校一覧”.   名古屋市. 2018年11月14日閲覧。
2. 1 2 3  “学校紹介”.   名古屋市立南陽小学校. 2018年12月30日閲覧。
3. ↑  名古屋市教育委員会事務局総務部教育環境計画室計画係 (2018年9月1日). “名古屋市立小・中学校の通学区域一覧（港区）” (PDF).   名古屋市. 2018年11月15日閲覧。
4. ↑  名古屋市教育委員会事務局総務部教育環境計画室計画係 (2018年4月1日). “名古屋市立中学校区一覧（小→中）” (PDF).   名古屋市. 2018年11月14日閲覧。

### 書籍
1. 1 2 3  港区制施行五十周年記念事業実行委員会 1987, p. 404.
2. ↑  港区制施行五十周年記念事業実行委員会 1987, pp. 386–387.
3. ↑  名古屋市会事務局 1983, p. 46.
4. ↑  名古屋市会事務局 1995, p. 44.
5. ↑  六三制教育七十周年記念 愛知県小中学校誌 合同記念誌編集特別委員会 2018, p. 239.